# Augères
Augères é uma comuna francesa na região administrativa da Nova Aquitânia, no departamento de Creuse. Estende-se por uma área de 12,43 km². Em 2010 a comuna tinha 119 habitantes (densidade: 9,6 hab./km²).